# 종천면
종천면(鍾川面)은 대한민국 충청남도 서천군의 면이다.

## 개요
종천면은 서해안에 인접하여 3.8km의 해안선을 따라 생태계의 보고인 천연 갯벌이 고루 형성되어 있다. 내륙으로는 차령산맥으로 인한 산악구릉의 기복에 희리산과 문수산이 자리하고 있어 예부터 산새가 수려하고 물좋고 공기가 맑았다. 장항읍·서천읍 상수원이 자리하고 있을 뿐만 아니라 각종 편의시설을 갖춘 희리산휴양림이 조성되어 많은 사람들의 휴양지로 각광을 받고 있다. 수리시설의 발달로 풍부한 농업용수와 비옥한 토질을 바탕으로 일찍이 논농사가 발달하여 질좋은 쌀이 생산되고 있다. 특산품으로는 사질토에서 재배한 고품질 수박, 쪽파 등이 있으며 가공식품으로는 맛좋은 조미김이 있다. 또한, 국도 제4호선 및 국도 제21호선 그리고 장항선이 관통하고 있고 최근에는 해안도로 및 서해안고속도로의 개통으로 인한 교통의 요충지로 급부상하여 테마관광, 산업경제 등 지역의 제반입지 강화로 새로운 활력이 기대되고 있으며, 현재 종천산업단지에 25개 제조업체들이 입주하여 지역경제의 든든한 기반으로 자리하고 있다.

## 행정 구역
- 당정리(堂丁里)
- 도만리(都萬里)
- 랑평리(朗坪里)
- 산천리(山川里)
- 석촌리(席村里)
- 신검리(新儉里)
- 장구리(長久里)
- 종천리(鍾川里)
- 지석리(支石里)
- 화산리(花山里): 행정복지센터 소재지

## 농업
- 서부저수지